# Carlisle United F.C.

Carlisle United Football Club er en engelsk fodboldklub fra byen Carlisle. Klubben spiller i National League. Klubbens hjemmebane er Brunton Park, hvor der er plads til 18.202 tilskuere.